# Jupiter Ace
O Jupiter ACE foi um computador doméstico britânico produzido na década de 1980 por uma empresa denominada Jupiter Cantab e batizado com nome do primeiro computador britânico, o ACE. A empresa foi fundada por Richard Altwasser e Steven Vickers, que tinham trabalhado no projeto do ZX Spectrum da Sinclair Research.
Tendo sido produzido como ferramenta educacional (e de controlo em tempo real, programável) e uma linguagem de programação incomum como argumento de venda, o Ace foi criado com Video a Preto e Branco.
Sendo os jogos a grande razão da compra de computadores domésticos, e sendo o BASIC não estruturado a unica linguagem promovida ao publico, não teve o sucesso comercial desejado. A empresa Boldfield adquiriu a Jupiter Cantab. Antes desta encerrar a produção do Jupiter Ace informou que um total de 8.000 unidades haviam sido vendidas.

## Características
Foi a primeira máquina do seu gênero a utilizar a linguagem Forth em vez da amplamente promovida linguagem BASIC. Esta escolha tornava-o, comparativamente, até 10 vezes mais rápido. 
O uso do Forth impunha uma programação estruturada, mais adequada á programação. Também facilitava a utilização de rotinas em linguagem de máquina. Além disso necessitava de menos de metade de memória RAM, numa época em que esta era extremamente dispendiosa.
Foi desenhado com um sistema de vídeo independente com dois bancos de 1 kB de SRAM. Mas foi fabricado com somente 1 kB de RAM para utilização (equivalente a 2~4 kB) em vez dos 4kB (equivalentes a 8~16kB) reservados como Memória Base (no Mapa de Memória). Como opção, era acompanhado com 1 expansão externas de 16 kB, totalizando 17kB. 
Outras firmas produziram mais tarde expansões de 32kB e de 48 kB, muito dispendiosas na década de 1980. Alguns utilizadores adaptaram expansões de RAM que já possuiam (vulgarmente, de Sinclair ZX81). Essas firmas independentes produziram depois outros Periféricos: Som independente, Adaptadores para uso de Impressoras e Teclados externos.
É objecto de inúmeras réplicas, por ter sido construido apenas com componentes discretos (disponiveis) e o código em ROM se encontrar libertado para cópia. Vulgarmente usando uma ficha SCART (imagem 50Hz, podendo ser modificada para 60Hz).

## Especificações técnicas
| UCP           | Zilog Z80A em 3,25 MHz |
| Programação   | 1 kB (base)—49 kB (máxima) |
| Video         | 1 kB Colocação de Caracteres + 1 KiB Definição de Caracteres                                                                                          |
| ROM           | 8 kB |
| Teclado       | "chiclete", 40 teclas |
| Display       | texto (32×24) e gráfico (64×48 pixels), monocromático.                                                                                                |
| Som           | altifalante interno |
| Portas        | interface de gravador cassete (Ear e Mic), saída para TV (canal 36 UHF), 1 slot externo para uso do sub-sistema de vídeo e porta de expansão genérica |
| Armazenamento | fita magnética, 1500 bauds |